# دانيال رودريغيز
دانيال رودريغيز (بالإنجليزية: Daniel Rodríguez)‏ هو مغني أوبرا ومغني أمريكي، ولد في 24 مايو 1964 في بروكلين في الولايات المتحدة.

## وصلات خارجية
- الموقع الرسمي
- دانيال رودريغيز على موقع ميوزك برينز (الإنجليزية)